# Puente balanceador

Principio de un puente balanceador.

Un puente balanceador es un puente móvil con un soporte en forma de arco. La plataforma se gira, no a través de un eje, como es típico en los puentes levadizos, sino que la sección circular se apoya en un tramo en una de las plataformas. El tramo de apoyo está formado por una barra con un engranaje, consiguiendo así un mejor reparto de las fuerzas y una ejecución más rápida.
El ingeniero estadounidense William Donald Scherzer desarrolló una forma especial de construcción en la que la fuerza propulsora está en el eje de rotación y éste se desplaza de forma horizontal. Un famoso ejemplo de este principio lo representa el puente Pegasus.